# Hilmer Eriksson

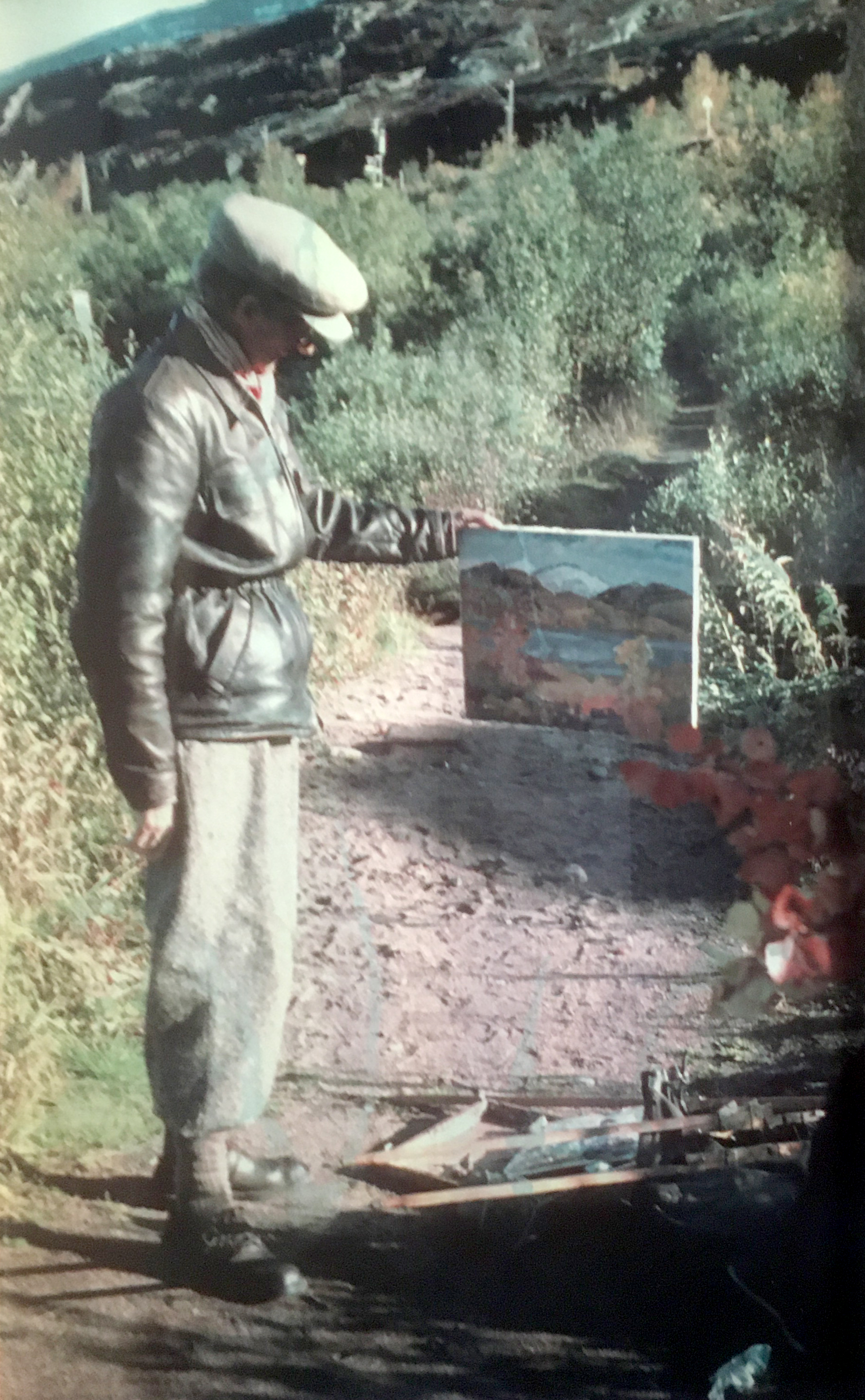
Hilmer Eriksson visar en målning vid Tornehamn nära Abisko på 1950-talet.

Hilmer Eriksson, född 22 maj 1881 i Krokstads församling, död 31 maj 1962 i Gustaf Vasa församling i Stockholm, var en svensk konstnär.
Eriksson studerade vid Carl Wilhelmsons målarskola 1919–1926 och vid Konstakademiens etsningsskola 1926–1927 samt vid Maison Watteau i Paris 1927–1929 och under studieresor till bland annat Tyskland, Nederländerna, Spanien och Italien. Hans konst består av landskap och stadsbilder i olja eller akvarell. Han ställde ut separat ett flertal gånger och tillsammans med Jan Hatvani ställde han ut på Karlskoga konsthall. Eriksson är representerad vid Karlbergs slott med fyra målningar.
Hilmer Eriksson var son till Elias Eriksson och Sara Hansdotter samt från 1903 gift med Mathilde Mörk från Alstahaug socken i Norge.